# D.C.I.F. 〜ダ・カーポ〜 イノセントフィナーレ
『D.C.I.F. 〜ダ・カーポ〜 イノセントフィナーレ』は、ブロッコリーのコンシューマーゲームブランド・Sweetsから2009年4月29日に発売されたPlayStation 2用のゲームソフトである。

## 概要
『D.C. 〜ダ・カーポ〜』シリーズのヒロイン・白河ことりにフィーチャーしたファンディスク。『D.C. 〜ダ・カーポ〜 (アニメ)』のDVD-BOXに付属したOVA『D.C.if 〜ダ・カーポ イフ〜』と連動した作品として制作された。基本設定などは本編と変わらないが、主人公・朝倉純一とことりとの本編とは異なるラブストーリーや、ことりの両親や姉も登場する家族のドラマが描かれている。
『ことり Love Ex P』には本作品の18禁移植版が収録されている。

## ストーリー
（出典：）
ことりは卒業パーティーのミスコンのステージで、純一に告白をする決意をしていた。しかし告白をしようとした瞬間、純一の妹・音夢が倒れてしまい、告白は失敗する。毎日音夢を看病する純一に、音夢は病床から自分の想いを打ち明ける。

## 登場人物
白河 孝治（しらかわ こうじ）
声：波音かなた / 松田健一郎
暦・ことり姉妹の父親（ことりの養父）。『D.C.I.F.』にて登場。実の娘ではないことりに対しても、暦と同等に愛している。そのためことりに接近する純一に対しては厳しい。
白河 詠子（しらかわ えいこ）
声：響花 / 植竹香菜
暦・ことり姉妹の母親（ことりの養母）。『D.C.I.F.』にて登場。ほんわかした雰囲気を持つ。夫と同様に、ことりに対して、実の娘のように接している。
なお、暦によるとクリスチャンであり、ことりが聖歌隊に入ったのは彼女の勧めがきっかけであったという。
白河 尚之（しらかわ なおゆき）
ことりの実父。『D.C.I.F.』にて登場。すでに他界している。ことりの養父母と苗字が同じなのは、遠い親戚だからである。
姿を消した親戚の借金の連帯保証人になっていたため、借金取りに追われたことにより、ことりの育児を放棄し、借金返済に努めていたが、『希望』を失った夫妻の生活は地獄と化し、後に事故死した（千鶴は自殺だったと受け止めている）。
白河 千鶴（しらかわ ちづる）
声：端樹淋 / 勝呂美和子
ことりの実母。『D.C.I.F.』にて登場。尚之の保険金で借金の大半を返済した後、一人で努力して、残りの借金の返済が終了し、ことりを傍で見守るため、初音島に引っ越して来た。初登場シーンにおいて、ことりを見かけ、本来は見守るだけのつもりだったものの思わず話しかけてしまうが、ことりに拒絶されてしまった（「嫌いだから捨てられた」と思い悩んでいたため）。
朝倉 ヒナ（あさくら ヒナ）
声：堀江由衣
純一とことりの結婚後に生まれた娘として登場している。

## スタッフ
（出典：）
- キャラクターデザイン：七尾奈留、igul、たにはらなつき、秋蕎麦　ことり Love Ex P版 - こなた、チマQ、がちゃ（おかざきみつき）

## 主題歌
オープニングテーマ「IF：この世界で」
作詞・作曲：rino、編曲：大久保薫、歌：CooRie
エンディングテーマ「BELIEVE」
作詞・作曲：rino、編曲：大久保薫、歌：yozurino*
エンディングテーマ「Love song 歌お!」
作詞：畑亜貴、作曲・編曲：鶴由雄、歌：白河ことり（堀江由衣）
挿入歌「ダ・カーポ 〜第2ボタンの誓い〜」
作詞・作曲：tororo、編曲：Angel Note、歌：yozuca*
挿入歌「Dream 〜The other side〜」
作詞：tororo、作曲：東隆行、編曲：飯塚昌明、歌：yozuca*
挿入歌「愛の空」
作詞・作曲：rino、編曲：大久保薫、歌：白河ことり（堀江由衣）

## 関連商品
- D.C.I.F. 〜ダ・カーポ〜 イノセントフィナーレドラマCD ことりの新婚日記